# 최완수
최완수(1987년 1월 11일 ~ )는 대한민국의 가수이다.

## 학력
- 서정대학교 항공관광과

## 음반
- 2016년 어디야
- 2018년 제가 쏩니다

## 뮤직 비디오
- 2018년 최완수 - 제가 쏩니다